# Royal Courts of Justice
Le Royal Courts of Justice sono un edificio di Londra nel quale hanno sede l'Alta corte e la Corte d'appello di Inghilterra e Galles, organi del sistema giudiziario britannico.
Progettato da George Edmund Street, che morì prima del completamento del complesso, è un edificio grigio in pietra in stile gotico vittoriano costruito negli anni 1870 e inaugurato dalla regina Vittoria nel 1882. Si tratta di uno dei palazzi di giustizia più grandi d'Europa. e si trova nello Strand tra la City of Westminster al confine con la City of London (Temple Bar). È circondato dai quattro Inns of Court, dal King's College London e dalla London School of Economics. Le stazioni più vicine della metropolitana di Londra sono Chancery Lane e Temple.
Le Corti all'interno dell'edificio sono aperte al pubblico, anche se ci possono essere alcune restrizioni a seconda della natura dei casi che vengono trattati. Coloro i quali non dispongono di rappresentanza legale possono ricevere qualche aiuto all'interno dell'edificio. Vi è un Citizens Advice Bureau (ufficio di consigli al cittadino), all'interno della sala principale, che fornisce consulenza gratuita, confidenziale e imparziale su appuntamento a chiunque sia parte in causa in prima persona nei tribunali. Vi è anche una Personal Support Unit in cui le parti in causa, in prima persona, possono ricevere sostegno emotivo e informazioni pratiche sui procedimenti giudiziari.
La Central Criminal Court, universalmente nota come Old Bailey dalla strada in cui è ubicata, si trova a circa 800 metri ad este delle Royal Courts of Justice, anche se non è collegata ad esse.

## Storia e descrizione

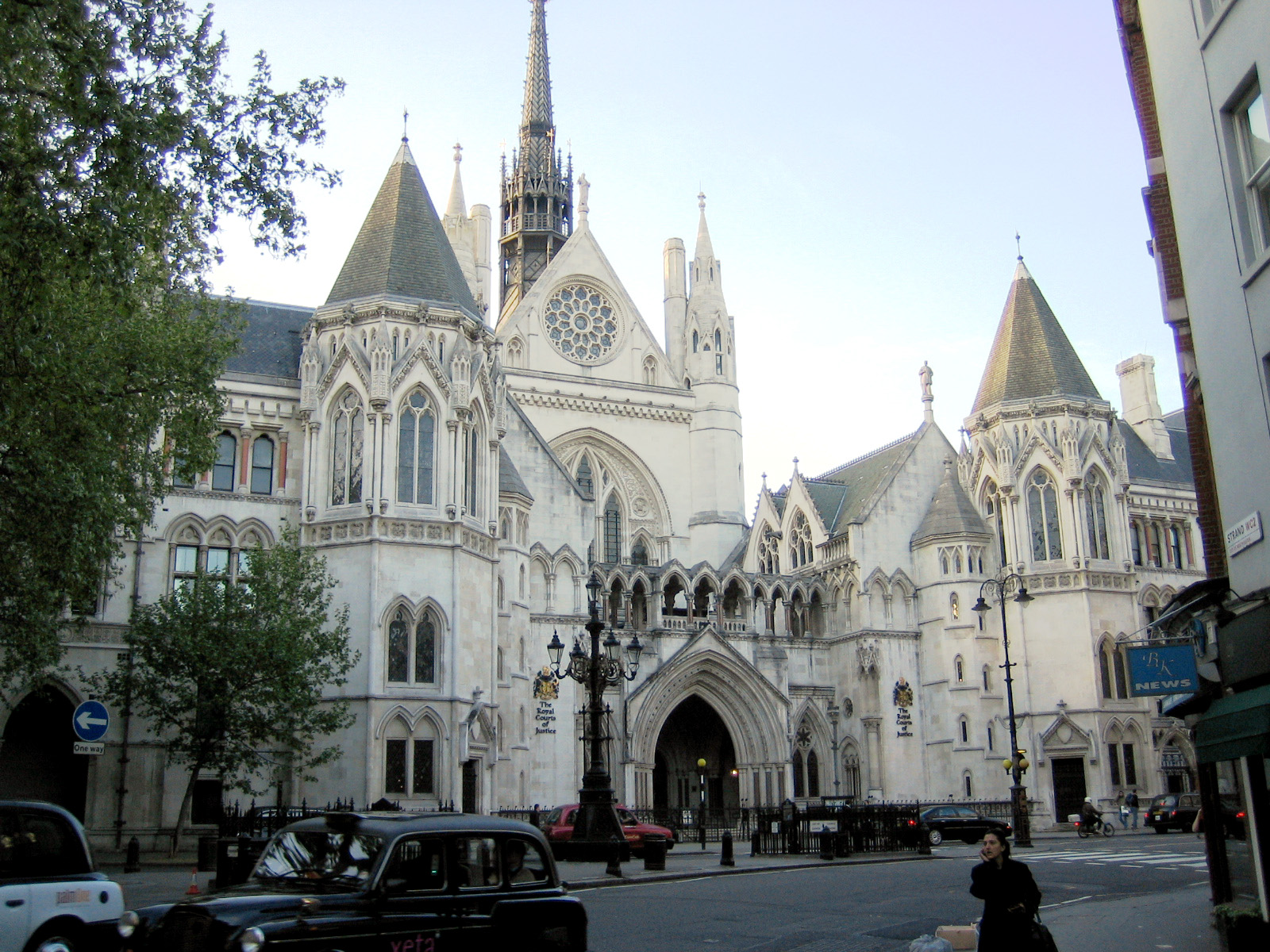
Le Royal Courts of Justice sullo Strand nel centro di Londra.

Undici architetti concorsero al bando per il contratto di costruzione delle Law Courts, ciascuno con progetti alternativi per una della possibile collocazione dell'edificio sul Thames Embankment. Il sito attuale venne scelto solo dopo una lunga discussione.

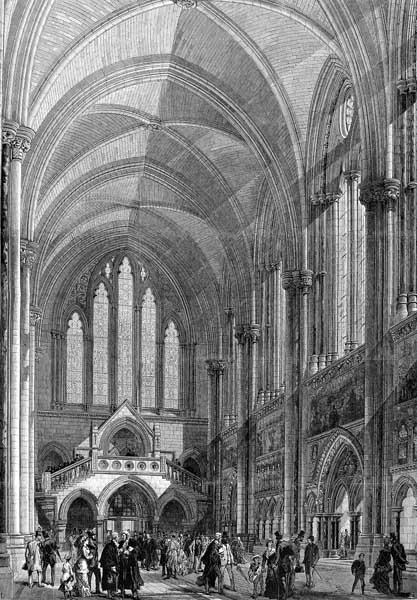
La Great Hall nel 1882

Nel 1868 fu deciso di affidare la costruzione all'architetto George Edmund Street e fu lui a progettare l'intero edificio dalle fondamenta alle sculture e alle guglie. La costruzione fu avviata nel 1873 dall'impresa Bull & Sons di Southampton.

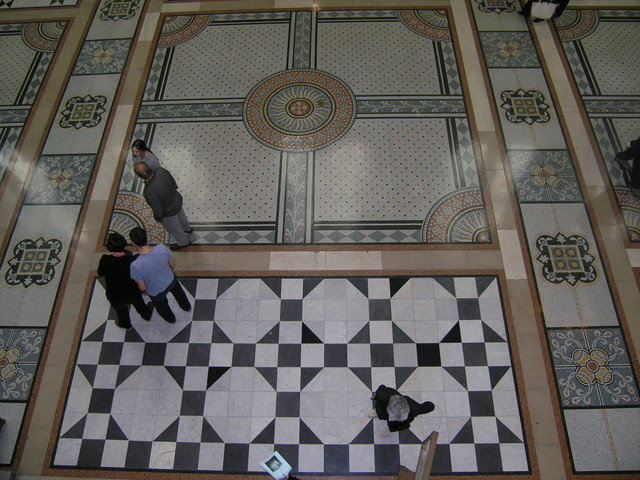
Pavimento decorato della Great Hall.

All'inizio della costruzione si verificò un grosso sciopero dei muratori che minaccio di estendersi ad altri settori e causò un arresto temporaneo delle opere. Di conseguenza vennero fatti arrivare operai stranieri, per lo più tedeschi. Questo suscitò grosse ostilità da parte degli uomini in sciopero e i nuovi arrivati dovettero essere alloggiati e nutriti all'interno dell'edificio. Tuttavia, queste dispute vennero infine risolte e la costruzione dell'edificio durò otto anni. Venne quindi ufficialmente inaugurato, dalla regina Vittoria, il 4 dicembre 1882. Street morì prima che l'edificio venisse aperto, sopraffatto dal lavoro.
Gran parte del lavoro di preparazione legale era stato completato da Edwin Wilkins Field ivi compresa la promozione del Courts of Justice Building Act del 1865 e del Courts of Justice Concentration (Site) Act del 1865. Una statua di Field si trova all'interno dell'edificio.
Il Parlamento pagò 1453000 £ per 24000 m² di terreno risultante dalla demolizione di 450 case. La costruzione dell'edificio venne realizzata per contanti, derivati dalla vendita di proprietà pervenute da defunti senza aver fatto testamento, per un complessivo di 700000 £. Il costo del legname fu di ulteriori 70000 £ e con le decorazioni e arredamenti si giunse a spendere intorno a un milione di sterline.
Le dimensioni dell'edificio sono: 141 metri da est a ovest, 138 m da nord a sud e 73 m la guglia più elevata.
Entrando attraverso il portone principale sullo Strand, si passa sotto due portici finemente scolpiti dotati di cancelli in ferro. L'intaglio sopra il portico esterno è costituito da teste dei giudici più eminenti e di avvocati. Sopra il punto più alto della volta superiore è una figura di Gesù; a sinistra e a destra, ad un livello inferiore, vi sono figure di Salomone e Alfredo il Grande; quella di Mosè si trova al fronte nord dell'edificio. Anche sul fronte settentrionale, sopra l'ingresso dei giudici, vi sono un gatto e un cane in pietra che rappresentano i contendenti che combattono in tribunale.
Su entrambi i lati vi sono altri ingressi che portano a diversi tribunali e alle sale della giuria e dei testimoni dalle quali si diramano scale separate per raggiungere i loro posti in tribunale. Nel corso degli anni 1960, le sale della giuria, nella zona del seminterrato, sono state convertite in aule di tribunale. Alle due estremità del corridoio sono delle belle gallerie in marmo dalle quali è visibile l'intera sala principale.
Le pareti e i soffitti (dell'edificio originale) sono rivestite in rovere, che in molti casi è riccamente scolpito. Nel Tribunale numero 4, la Corte del Lord Chief Justice, vi è un elaborato stemma reale in legno intagliato che era stato recuperato quando fu colpito dal e distrutto il Palazzo di Westminster. Ogni corte ha un interno unico ed è stata progettata da un differente architetto.
Ci sono, oltre alle sale d'attesa, molti camere per gli arbitrati e le consultazioni oltre a quelle dedicate agli avvocati e ai procuratori legali.

## Estensioni dell'edificio

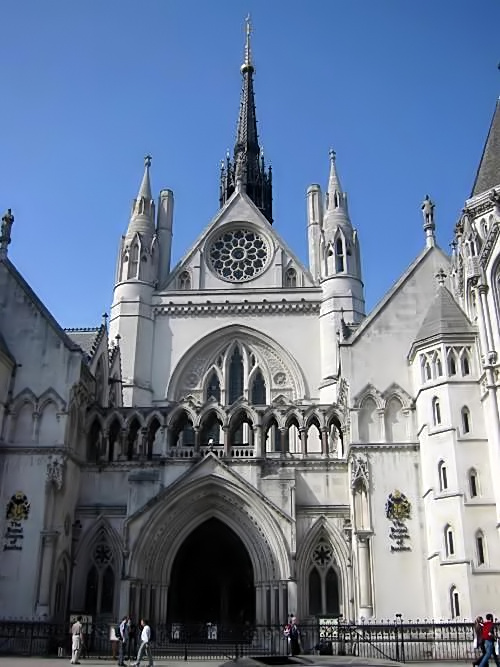
Ingresso principale

La prima estensione al progetto originario è stata l'edificio West Green progettato nel 1910; lo spazio era destinato ai tribunali di divorzio. Sono stati i primi ad avere l'aria condizionata e la registrazione su nastro.
Il successivo nuovo edificio fu il Queen's Building, inaugurato nel 1968, che aggiunse ulteriore 12 aule. Questo edificio contiene anche le celle nel seminterrato. Fu previsto che questi tribunali potevano essere utilizzati per questioni penali, tuttavia, gli spazi per la giuria possono ospitare solo 10 persone e non sono adatti per un tale uso e pertanto sono ora utilizzati in primo luogo per i procedimenti di famiglia.
Con un carico di lavoro sempre crescente, l'edificio di undici piani detto Thomas More Building venne costruito per ospitare i tribunali fallimentari e altri uffici. Una grande vista si ha dalla cima guardando oltre la Cattedrale di St Paul e la Central Criminal Court (Old Bailey) nella City di Londra.
Infine, fu necessario costruire ulteriori 12 aule per la Chancery Division nominata Thomas More Court, che fu aperta nel gennaio del 1990. Il Thomas More Building è ora utilizzato dalla County Court at Central London che non fa parte dell'Alta corte. Tutto questo significa vi è poco spazio per ulteriori estensioni sul sito in futuro. Tuttavia, una vasta ristrutturazione del blocco orientale ha avuto luogo durante gli anni 1994-1995 che prevedevano 14 aule aggiuntive per la sezione civile della Corte d'appello di Inghilterra e Galles e due grandi aule assegnate per essere utilizzate per i casi in cui ci sono diverse parti interessate o un numero insolitamente elevato di documenti e libri.
Va inoltre ricordato che ci sono ulteriori aule ai Rolls Building, che sono sotto l'ala delle Law Courts e si trovano a pochi passi.
Chiunque è autorizzato ad assistere ai processi che si svolgono a titolo gratuito, a parte i casi familiari privati come ad esempio le procedure di adozione.

## Nella cultura popolare
- La sede dell'Alta corte di giustizia di Londra compare nel film The Children Act - Il verdetto.